# Рюдесхайм-ам-Райн
Рюдесхайм-ам-Райн (нем. Rüdesheim am Rhein) — город в Германии, в земле Гессен и в винодельческом регионе Рейнгау. Традиционный центр производства рейнвейна и, соответственно, винного туризма. В окрестностях расположены многие из самых знаменитых виноделен Германии, включая замок Йоганнисберг.
Подчинён административному округу Дармштадт. Входит в состав района Райнгау-Таунус.  Население составляет 9630 человек (на 31 декабря 2010 года). Занимает площадь 51 км², подразделяется на 5 городских районов. Официальный код — 06 4 39 013. Вместе со всей долиной Среднего Рейна внесён ЮНЕСКО в список Всемирного наследия.

## Достопримечательности
- Замок Боозенбург